# Lopadea Nouă
Lopadea Nouă (veraltet Lopadea Ungurească; deutsch Schaufeldorf, ungarisch Magyarlapád oder Lapád) ist eine rumänische Gemeinde im Kreis Alba in der Region Siebenbürgen.

## Geographische Lage

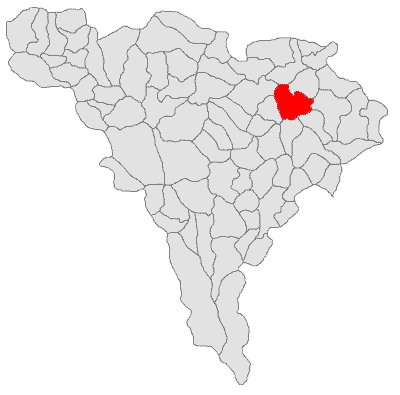
Lage der Gemeinde Lopadea Nouă im Kreis Alba

Lopadea Nouă liegt im Nordosten des Kreises Alba, am Fluss Hopârta – einem Zufluss des Mureș – im Westen Siebenbürgens. An der Kreisstraße (Drum județean) DJ 107E, liegt der Ort 8 Kilometer östlich von Aiud (Straßburg am Mieresch); die Kreishauptstadt Alba Iulia (Karlsburg) liegt etwa 35 Kilometer südwestlich entfernt.

## Geschichte
Auf dem Territorium der Gemeinde befinden sich zahlreiche archäologische Fundstätten, die auf eine Besiedlung seit der Jungsteinzeit hinweisen. Südlich des Ortes – von den Einheimischen Gorgan genannt – wurden Nekropolen und Reste von Behausungen aus der Völkerwanderungszeit sowie Reste von Behausungen der Hallstatt- und Bronzezeit gefunden.
Der Ort wurde zum ersten Mal (nach unterschiedlichen Angaben) 1177 oder 1202 unter der Bezeichnung Villa Lapád erwähnt.
Die Hauptbeschäftigung der Bevölkerung sind die Landwirtschaft, die Viehzucht und der Obstbau.

## Bevölkerung
Die Bevölkerung der Gemeinde entwickelte sich wie folgt:
| 1850 | 3.859 | 2.466 | 1.245 | -  | 148 |
| 1900 | 4.442 | 2.670 | 1.739 | 13 | -   |
| 1956 | 5.378 | 3.234 | 2.082 | -  | 62  |
| 2002 | 3.001 | 1.395 | 1.599 | 1  | 6   |
| 2011 | 2.759 | 1.269 | 1.431 | 2  | 57  |
| 2021 | 2.359 | 1.052 | 1.209 | -  | 98  |

Die höchste Einwohnerzahl der heutigen Gemeinde – gleichzeitig auch die der Rumänen und die der Ungarn – wurde 1956 ermittelt; die der Deutschen 1900, alle im eingemeindeten Dorf Asinip (Frauenberg), die der Roma (140) 1850. Bei den Volkszählungen von 1880 wurden ein Ukrainer und drei Slowaken sowie 1890 erneut drei Slowaken registriert.

## Sehenswürdigkeiten
- Die reformierte Kirche aus dem 15. Jahrhundert. 1864 wurde der Turm errichtet und steht unter Denkmalschutz.[4]
- Die Holzkirche Sf. Theodor Tiron in Băgău (Bogun), 1733 errichtet, 1847 umgebaut, steht unter Denkmalschutz.[4]
- Das Salzfeld bei Ocnișoara (Grubendorf).
- Der Ponor beim eingemeindeten Dorf Băgău.